# 금일동초등학교 소랑분교
금일동초등학교 소랑분교는 대한민국 전라남도 완도군 금일읍 소랑길 36(사동리)에 있었던 초등학교 분교이다.

## 연혁
- 일자미상 소랑국민학교 설립 인가
- 1953년 4월 1일 소랑국민학교 개교
- 일자미상 소랑국민학교 다랑분교·부도분교·섭도분교·우도분교 설립 인가
- 1955년 7월 6일 다랑분교장·부도분교장·섭도분교장·우도분교장 개교
- 1967년 4월 1일 본교 및 분교 전체 도서벽지학교 '을'급 지정
- 1968년 5월 1일 소속 분교 전체 도서벽지학교 '갑'급 조정
- 1973년 3월 1일 우도분교 도서벽지학교 '을'급 조정
- 1986년 1월 1일 소랑국민학교(우도분교 포함) 도서벽지학교 '나'급 조정, 이외 소속 분교 도서벽지학교 '가'급 조정
- 1989년 9월 1일 우도분교 도서벽지학교 '가'급 조정
- 1992년 3월 1일 부도분교장·섭도분교장 폐교 및 금일동국민학교 통폐합
- 1992년 9월 1일 금일동국민학교 분교장 격하 편입, 다랑분교장·우도분교장 이관
- 2001년 1월 1일 도서벽지학교 '가'급 조정
- 2006년 9월 1일 폐교 및 금일동초등학교 통폐합